# Орбело (Бјела)
Орбело је насеље у Италији у округу Бијела, региону Пијемонт.
Према процени из 2011. у насељу је живело 48 становника. Насеље се налази на надморској висини од 318 м.